# 国道124号

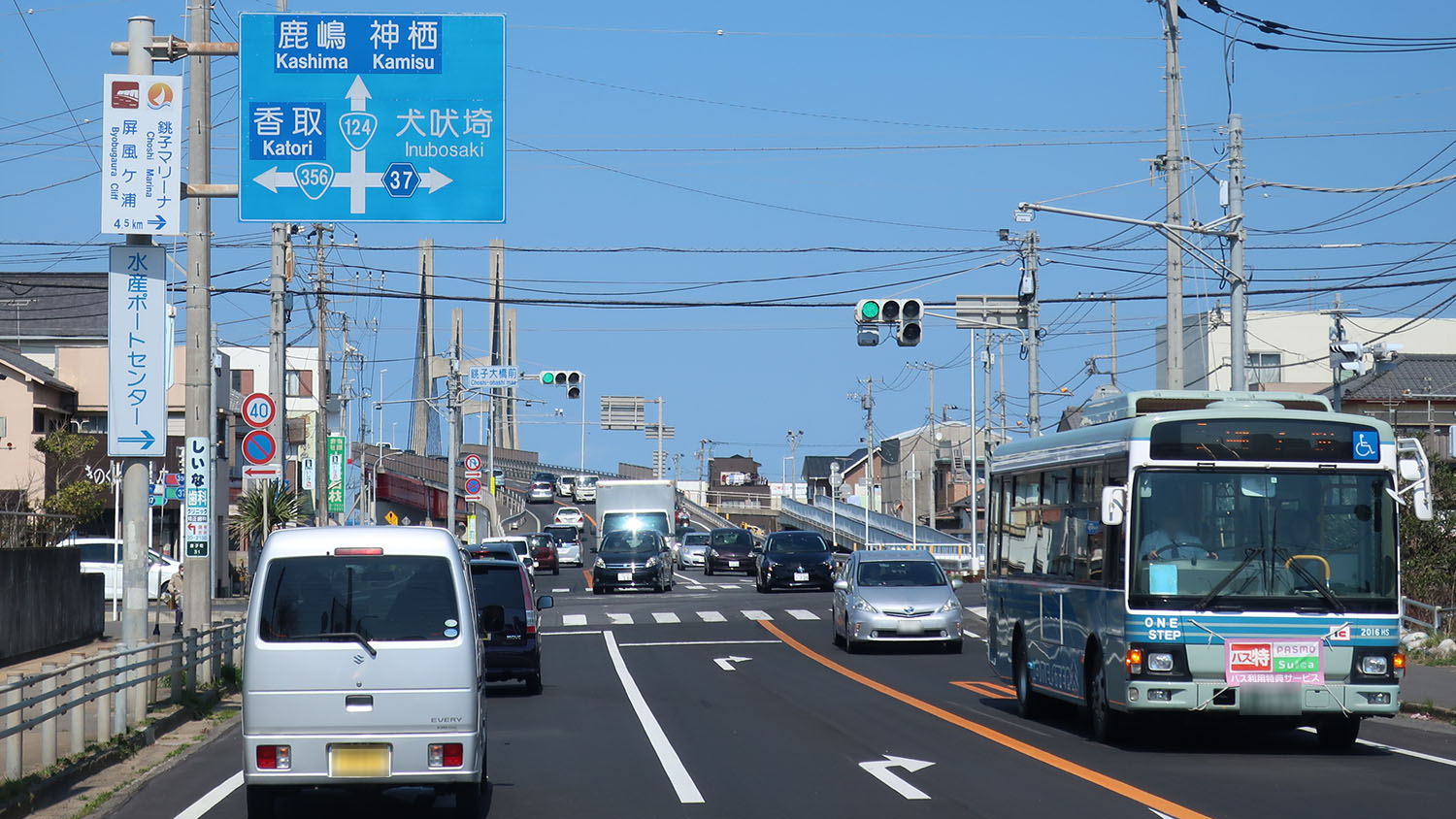
国道124号 起点
千葉県銚子市 銚子大橋前交差点

国道124号（こくどう124ごう）は、千葉県銚子市から茨城県水戸市に至る一般国道である。

## 概要

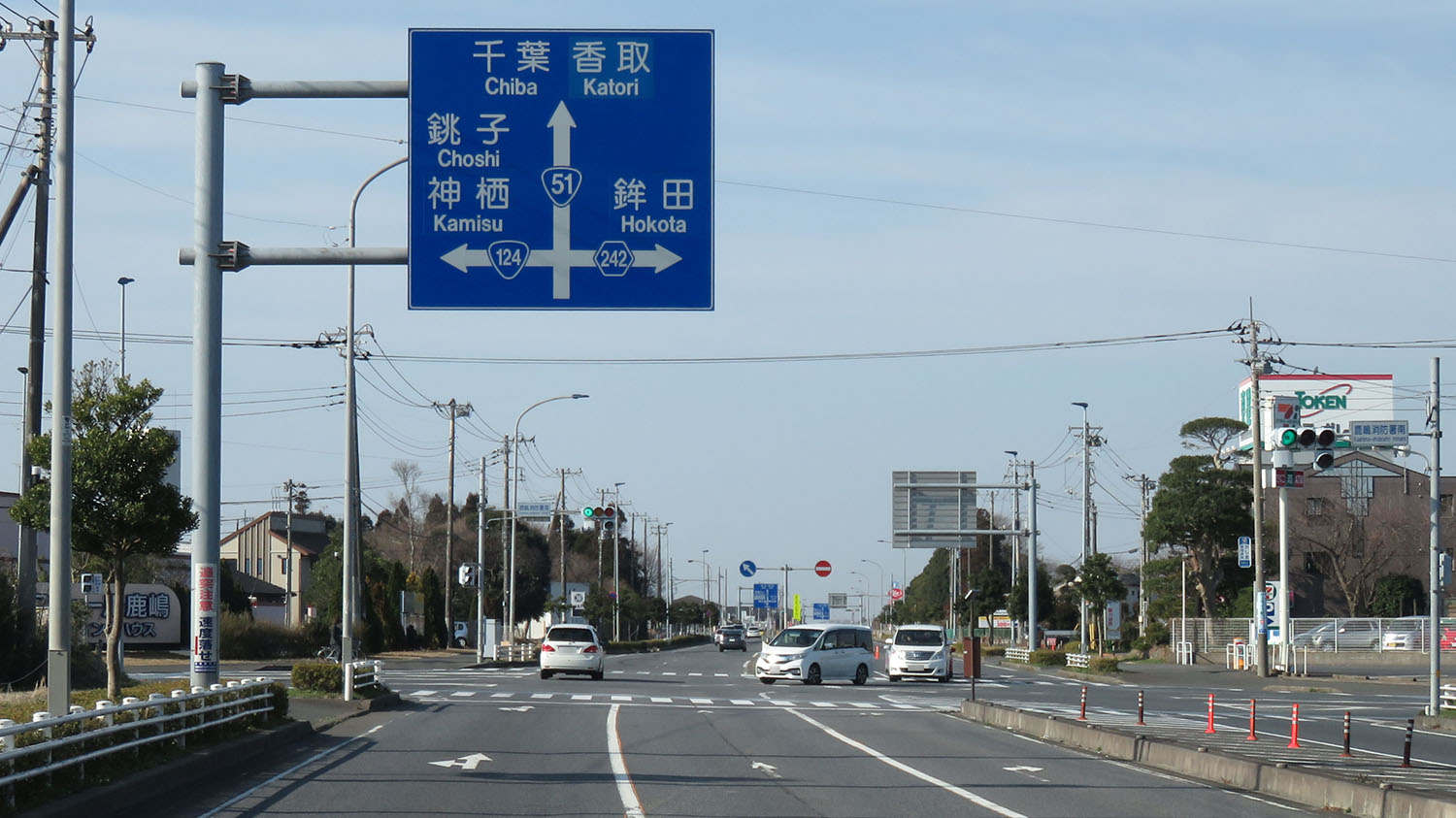
国道51号（重複区間）への分岐
茨城県鹿嶋市 鹿嶋消防署南交差点

途中経路の鹿嶋市から終点の水戸市までの区間は国道51号との重複区間であり、124号は実質鹿嶋 - 銚子までの約35 kmにとどまる。鹿島港と東関東自動車道を結ぶ主要道路であり、単独区間では起点の銚子市から神栖市の旧波崎町域にかけての一部区間を除いて片側2車線以上で整備されている。全線を通して飯沼街道を踏襲している。

### 路線データ
一般国道の路線を指定する政令に基づく起終点および重要な経過地は次のとおり。
- 起点：銚子市（銚子大橋前交差点 = 国道126号・国道356号起点、千葉県道37号銚子停車場線終点）
- 終点：水戸市（水戸駅前交差点 = 国道50号・国道51号終点、国道245号・国道400号起点）
- 重要な経過地：茨城県鹿島郡波崎町[注釈 2]、同郡鹿島町[注釈 3]、同郡大洋村[注釈 4]
- 総延長 : 99.6 km（茨城県 98.3 km、千葉県 1.4 km）重用延長を含む。[2][注釈 5]
- 重用延長 : 53.9 km（茨城県 53.9 km、千葉県 - km）[2][注釈 5]
- 未供用延長 : なし[2][注釈 5]
- 実延長 : 45.8 km（茨城県 44.4 km、千葉県 1.4 km）[2][注釈 5]
  - 現道 : 35.4 km（茨城県 34.0 km、千葉県 1.4 km）[2][注釈 5]
  - 旧道 : 10.3 km（茨城県 10.3 km、千葉県 - km）[2][注釈 5]
  - 新道 : なし[2][注釈 5]
- 指定区間：国道51号と重複する区間（茨城県鹿嶋市・鹿嶋消防署南交差点 - 水戸市・水戸駅前交差点（終点））[3]
- 幅員：神栖市知手 - 大野原：40 m（車道部18 m/4車線 - 24.5 m/6車線）[4]

## 歴史
茨城県鹿嶋市と神栖市にまたがる鹿島港を中心とする地域は、1963年（昭和38年）4月に鹿島臨海工業地帯を造る国家プロジェクト「鹿島開発」により工業整備特別地域に指定され、現在のルートの国道124号（幅員40 m）は、1967年（昭和42年）9月に都市計画道路の計画決定により、建設省道路局補助の道路整備事業として道路整備が開始された。鹿島開発の対象地域内の用地買収は、一括して鹿島開発組合により順調に進められて計画道路は早期開通したが、それ以外の地域の用地確保がすすまず、鹿島地区が2002 FIFAワールドカップの開催地のひとつに選ばれたことを契機に、2002年（平成14年）のワールドカップ開催に合わせ鹿島神宮付近の国道124号鹿島バイパスは、国道51号鹿嶋バイパスと同時期に開通している。

### 年表
- 1953年（昭和28年）5月18日：二級国道124号銚子水戸線（銚子市 - 水戸市）として指定施行[6]。
- 1964年（昭和39年）7月17日：波崎町波崎字明神前（銚子大橋入口交差点） - 字矢田部道の道路改良により、新道（2.92 km）に付け替え供用開始[7]。
- 1965年（昭和40年）4月1日：道路法改正により一級・二級区分が廃止されて一般国道124号として指定施行[1]。
- 1967年（昭和42年）6月19日：東茨城郡大洗町成田町 - 大字大貫町の夏海バイパス開通に伴う、国道51号との重用区間を指定変更[8]。
- 1969年（昭和44年）
  - 5月26日：鹿島郡波崎町太田 - 同郡鹿島町大字佐田にバイパス改築の道路区域（6.7 km）を指定[9]。
  - 8月28日：鹿島郡波崎町太田 - 同郡鹿島町大字佐田にバイパス改築の道路区域（15.3 km）を再指定[10]。
- 1970年（昭和45年）9月14日：神栖町内のルートを、神栖町大字木崎 - 筒井東 - 大字深芝のルートに変更し、木崎 - 大野原 - 筒井東の新道区間を供用開始[11]。
- 1971年（昭和46年）7月8日：新道開通を受けて、鹿島郡神栖町大字奥野谷（奥野谷交差点） - 同町大字木崎の旧道を廃止[12]。
- 1974年（昭和49年）6月6日：鹿島郡波崎町大字仲新田（仲新田交差点） - 大字太田（太田南交差点）のバイパス道路を供用開始[13]。
- 1975年（昭和50年）6月5日：鹿島郡波崎町大字太田地内の道路改良バイパスを供用開始[14]。
- 1977年（昭和52年）11月10日：神栖町大字日川地内の新道開通により、神栖町大字日川字石塚 - 同町大字奥野谷（奥野谷交差点）の旧道（3.81 km）が指定解除され、神栖町道・県道移管[15]。
- 1982年（昭和57年）2月4日：鹿島郡波崎町大字太田（太田南交差点 - 波崎太田郵便局前）の旧道（1.482 km）が指定解除され、波崎町道に降格[16]。
- 1983年（昭和58年）3月24日：鹿島郡波崎町大字太田（波崎太田郵便局前） - 同郡神栖町大字日川（石塚十字路）の区間（約2.8 km）を4車線化供用開始[17]。
- 1984年（昭和59年）8月31日：鹿島バイパスの鹿島郡神栖町大字筒井（平泉西交差点） - 同郡鹿島町大字木滝（木滝交差点）の一部区間（4.723 km）が開通[18]。
- 1985年（昭和60年）3月15日：神栖町知手（知手交差点） - 同町大字奥野谷の区間（約1.5 km）を4車線化供用開始[19]。
- 1994年（平成6年）5月20日：鹿島バイパスの鹿島町大字佐田（宮中東交差点） - 大字宮中（勤労文化会館西交差点）の一部区間が開通[20]。
- 1995年（平成7年）6月22日：鹿島バイパスの鹿島町大字木滝 - 大字佐田（宮中東交差点）の一部区間が開通[21]。
- 1998年（平成10年）11月30日：鹿島郡神栖町（知手交差） - 鹿島町の区間が、通行する車両の最大重量限度25トンの道路に指定される[22]。
- 1999年（平成11年）
  - 3月25日：鹿嶋市泉川（泉川交差点） - 木滝（木滝交差点）の旧道が鹿嶋市道に降格[23]。
  - 10月7日：鹿島港北航路の浚渫工事着工に伴い、航路部分にかかる鹿島郡神栖町居切（居切交差点） - 鹿嶋市泉川（泉川交差点）間の旧道が廃道となる[24]。
- 2000年（平成12年）9月18日：鹿嶋市大字宮中（ - 神向寺南交差点）のバイパス道路を新設する道路区域決定[25]。
- 2001年（平成13年）
  - 3月1日：鹿島郡波崎町字明神前 - 鹿島郡神栖町大字知手の区間が、通行する車両の最大重量限度25トンの道路に指定される[26]。
  - 3月27日：鹿嶋市大字宮中（勤労文化会館西交差点 - 鹿島神宮前 - 鹿島中学校前）の鹿島バイパス区間（約1.6 km）が開通[27][28]。
- 2002年（平成14年）
  - 3月27日：鹿嶋市大字宮中（鹿島中学校前 - 国道51号鹿嶋バイパス・鹿嶋消防署南交差点）の鹿島バイパス残存区間（約0.6 km）開通により、鹿島バイパスが全線開通する[29]。
  - 4月1日：鹿嶋市宮中の区間が、通行する車両の最大重量限度25トンの道路に指定される[30]。
- 2004年（平成16年）
  - 3月22日：鹿島郡波崎町 - 鹿嶋市大字木滝 - 同市大字宮中の現道、鹿島郡神栖町大字平泉外十二入会 - 同町大字居切の旧道の各区間が、通行する車両の高さの最高限度4.1 mの道路に指定される[31]。
  - 4月1日：鹿島郡神栖町大字平泉外十二入会、鹿嶋市大字木滝 - 鹿嶋市大字宮中の各区間が、通行する車両の最大重量限度25トンの道路に指定される[32]。
  - 8月5日：鹿嶋市大字木滝（木滝交差点） - 鹿嶋市宮中5丁目（桜町交差点）まで旧道区間（2.898 km）が指定解除され鹿嶋市道へ降格[33]。
- 2008年（平成20年）
  - 3月10日：鹿嶋市大字宮中 - 同市大字清水のカシマサッカースタジアム前を通過する鹿嶋バイパスの一部区間（2.283 km）を編入[34][注釈 6]。
  - 12月18日：銚子大橋架け替えに伴う道路区域を指定[35]。
- 2019年（令和元年）7月31日：神栖市波崎（銚子大橋入口） - 鹿嶋市宮中（鹿嶋消防署南交差点）間を、国際コンテナ車[注釈 7]の重量・長さ上限を引き上げる道路に指定[36]。
- 2021年（令和3年）4月1日：神栖市大字居切 - 神栖市大字平泉外十二入会の旧道区間が、通行する車両の最大重量限度25トンの道路に指定される[37]。

## 路線状況

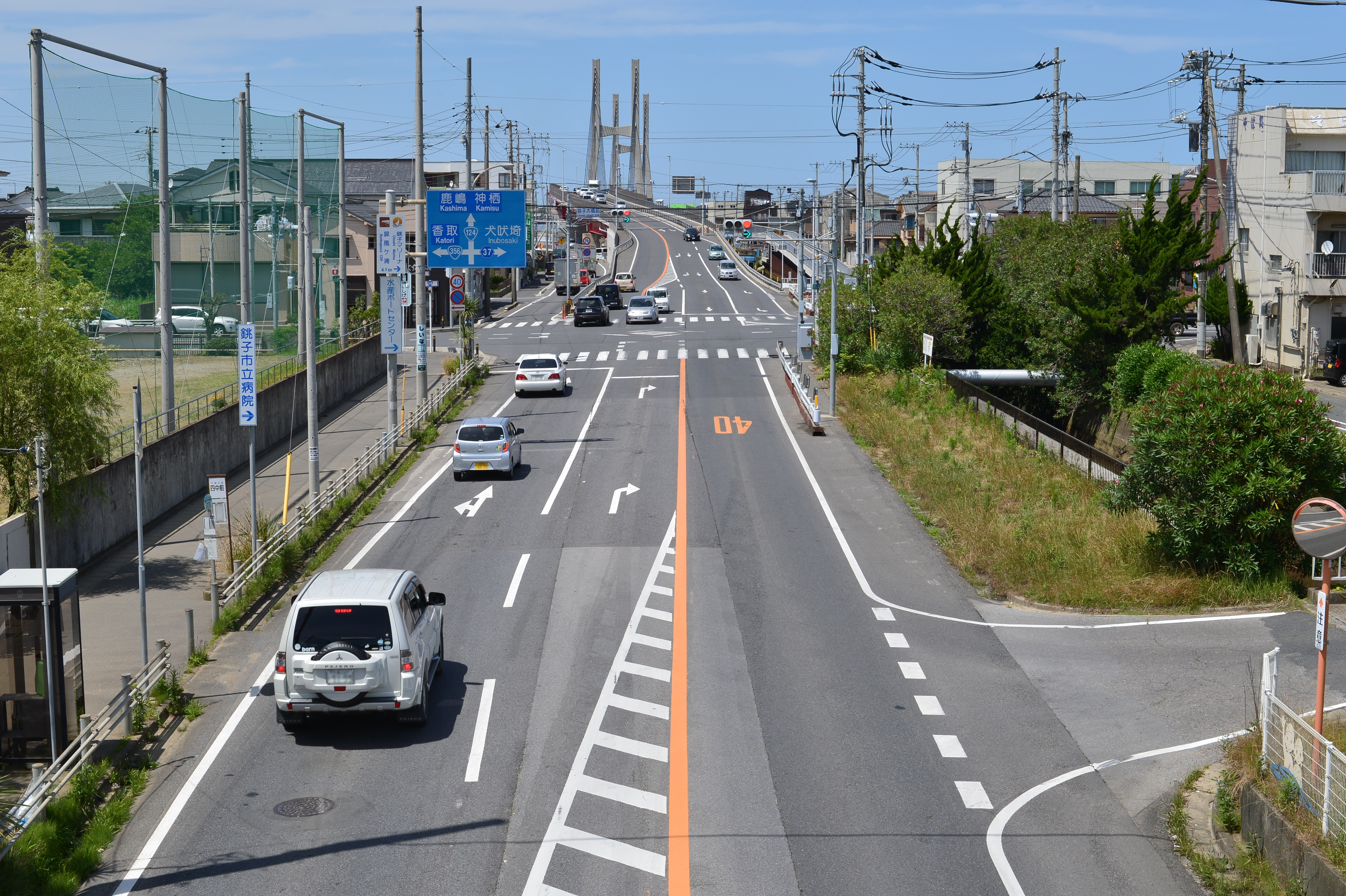
千葉県銚子市内の
起点・銚子大橋前交差点。
正面奥は利根川に架かる銚子大橋。（2015年6月）

起点である銚子大橋前交差点から100 mほどで、銚子大橋に差しかかり利根川を渡河すると、茨城県神栖市に入る。神栖市（旧波崎町）の銚子寄りでは、波崎漁港に由来する商店街や集落があり、片側1車線である。かもめ大橋入口付近から水戸寄りは、片側2車線の道路となる。交通量は多くない。
神栖市（旧神栖町）の地域では、ほぼ全線で片側2車線（一部片側4車線部分あり）となっているが、鹿島港や鹿島臨海工業地帯にアクセスできる茨城県道240号奥野谷知手線をはじめとする県道と接続することから、交通量は非常に多い。とりわけ朝夕の通勤時間帯は、鹿島セントラルホテル（平泉交差点）から茨城県道240号奥野谷知手線（知手交差点）までの区間で交通の流れが悪く、コンビナートの定期修理期間中にあたる毎年5月 - 6月は工事関係者の車両も加わり、朝の下り線をピークに通勤ラッシュで大渋滞となる。自治体からの要請もあったことなどから、交通渋滞緩和を目的に知手交差点から平泉交差点までの5.3 km区間は、6車線化されている。
鹿島セントラルホテル前から鹿嶋市の国道51号との合流まで片側2車線で、国道51号との合流付近では、交通量は比較的穏やかであるが、鹿島セントラルホテル前からショッピングセンターチェリオ付近では、沿線のロードサイド店舗への買い物客で休日を中心に混雑する。神栖市 - 鹿嶋市は、通行する車両の総重量の最高限度25 tである道路の指定を受けている。

### バイパス
- 矢田部バイパス（神栖市矢田部 - 太田）
- 鹿島バイパス - 国道124号単独部分
- 鹿嶋バイパス - 国道51号重複部分[34]

### 重複区間
- 国道51号（茨城県鹿嶋市宮中・鹿嶋消防署南交差点 - 水戸市・水戸駅前交差点（終点））
- 国道245号（茨城県水戸市・塩崎交差点 - 水戸市・水戸駅前交差点（終点））

### 旧道区間
- 茨城県神栖市矢田部（仲新田交差点） - 利根かもめ大橋有料道路入口 - 矢田部集落 - 神栖市太田（太田交差点）：約7.9 km
- 茨城県神栖市大野原4丁目（平泉東交差点） - 筒井東交差点 - 平泉西交差点 - 神栖市居切（居切交差点）：約3.0 km

### 道路施設

#### 橋梁
- 銚子大橋（利根川、千葉県銚子市 - 茨城県神栖市）
- スーパーマウンテン橋（神栖市大野原 - 平泉東・平泉東交差点）：歩道橋
- メロディー橋（神栖市筒井・筒井北交差点）：茨城県道44号成田小見川鹿島港線と共用する歩道橋[38]
- 木滝歩道橋（鹿嶋市大字木滝・木滝交差点）

## 地理

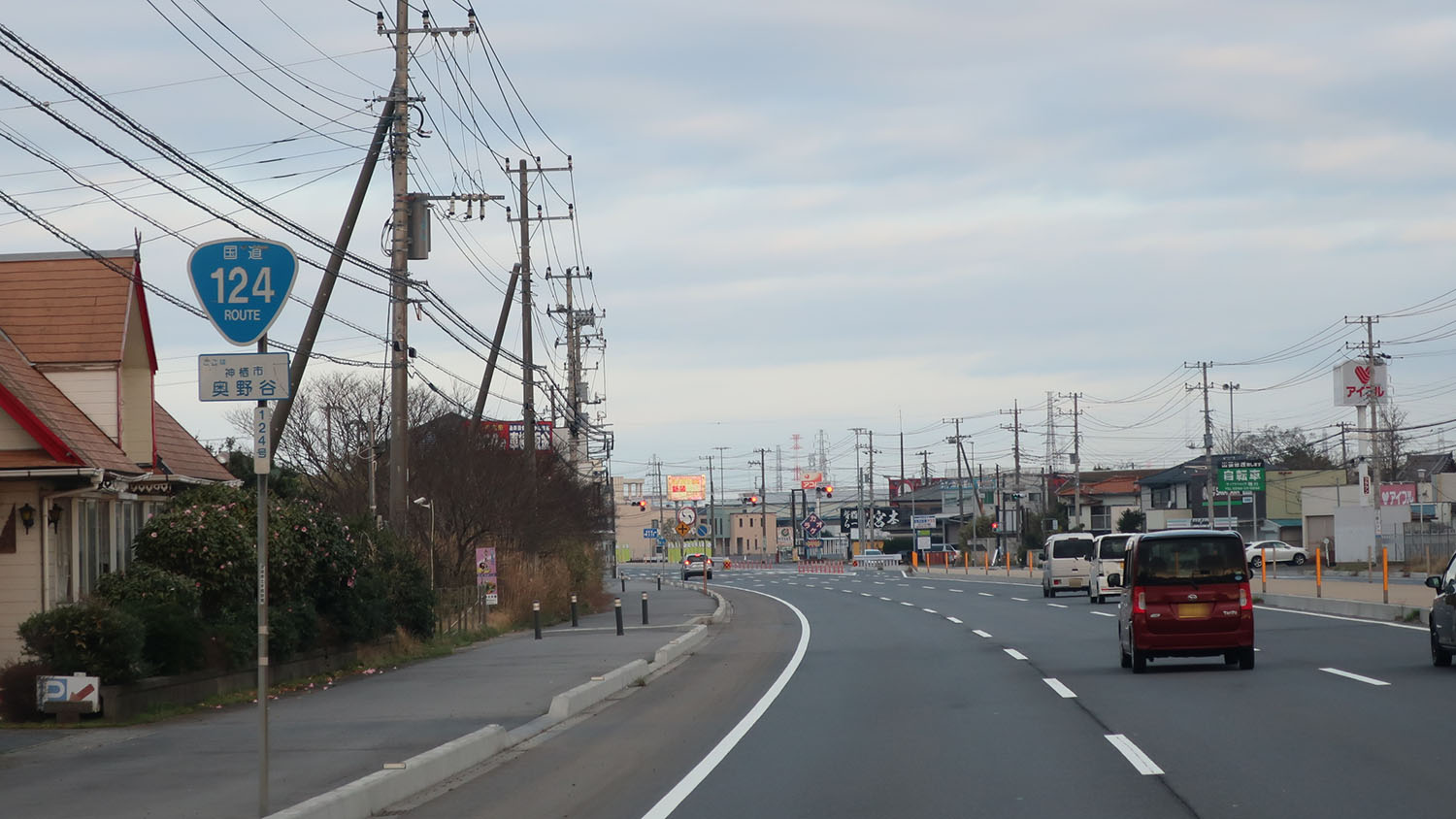
茨城県神栖市奥野谷
（2018年3月）

神栖市の鹿島セントラルホテル前から鹿嶋市街の沿線には、ショッピングセンターチェリオやロードサイド店舗をはじめとする市街地が形成されており、国道51号との合流付近では、鹿島神宮の杜に沿って通っている。

### 通過する自治体
- 千葉県
  - 銚子市
- 茨城県
  - 神栖市 - 鹿嶋市 - 鉾田市 - 東茨城郡大洗町 - 水戸市

### 交差する道路
千葉県銚子市
- 国道126号、国道356号、千葉県道37号銚子停車場線（銚子大橋前交差点）

茨城県神栖市
- 茨城県道117号深芝浜波崎線（銚子大橋入口交差点）
- 千葉県道・茨城県道198号銚子波崎線（銚子新大橋有料道路〈利根かもめ大橋〉）（かもめ大橋入口交差点）
- 茨城県道240号奥野谷知手線（「ベルコン通り」）（知手交差点）
- 茨城県道239号粟生木崎線（木崎西交差点）
- 茨城県道50号水戸神栖線（平泉三叉路）
- 千葉県道・茨城県道44号成田小見川鹿島港線旧道（平泉西交差点）
- 千葉県道・茨城県道44号成田小見川鹿島港線（筒井北交差点）
- 茨城県道256号鹿島港潮来インター線（堀割川交差点）

茨城県鹿嶋市
- 茨城県道238号須賀北埠頭線（谷原交差点）
- 国道51号旧道（下津入口交差点）
- 国道51号鹿嶋バイパス（鹿島消防署南交差点）：これより国道51号に合流する。

※国道51号鹿嶋バイパス重複区間は国道と自動車専用道路のみを記す。
- 国道354号（鉾田市・大洋支所入口交差点）
- 国道245号（水戸市・塩崎交差点 - 同・水戸駅前交差点〈重複〉）
- 水戸大洗インターチェンジ - 東水戸道路（水戸市）
- 国道6号（水戸市・渋井町交差点）
- 国道50号（水戸市・水戸駅前交差点）